# 阿曼大戰
阿仙奴與曼聯的對戰，又稱為阿曼大戰（阿仙奴為主場時）、曼阿大戰（曼聯為主場時）、槍魔大戰（雙方俱樂部綽號）、仙魔大戰（港澳地區）、雙紅會等，是英國足球的一個歷史悠久和傳統的國家打吡戰。兩軍的对决被认为是英超联赛中最有吸引力的比赛，双方在一个赛季中的两次交手通常会影响整个赛季联赛的冠军归属。“两队的对决已经扩大到了更宽广的层面而不仅仅是为了冠军。” 
兩支球會在1919年首次在頂級聯賽碰頭，1990年開始建立敵對關係。在1990年代尾和2000年代初的對賽，經常充滿火藥味。尤其是在這段時間，英超和英足盃基本是由兩軍所壟斷。
在這段期間双方球员和教练间的明争暗斗也是引人注目的焦点，包括兩軍任職最長的兩大教頭雲加和費格遜爵士斗智斗勇的對抗賽（阿仙奴的雲加在1996年出任領隊至2018年，而費格遜亦在1986年至2013年期間擔任曼聯領隊）；再加上兩隊的隊長韋拉和堅尼在场上的直接对抗。兩軍對賽曾多次出戰爭執，例如2003年的「奧脫福大戰」和2004年的「自助餐大戰」等。

## 奧脫福大戰
在2003/04赛季，两队在老特拉福德球场的比赛以双方球员的激烈冲突而收场。当时曼联球员范尼斯特鲁伊在比赛中被侵犯使主裁判罚下了阿仙奴队长维埃拉，使得阿森纳队上下极为愤怒。而在比赛临近结束时，范尼又罚失了一个原本足以致胜的点球。比赛结束后，以马丁·基翁为首的阿仙奴球员纷纷围住范尼对后者大肆辱骂甚至以肢体冲撞，曼联球员此时也纷纷前往为范尼助战，场面一度失控。最终有四名阿森纳球员付出了不同程度的禁赛及罚款的代价，而这场比赛日后又被媒体称为“老特拉福德之战”

## 自助餐大戰
2004/05赛季首循環，两队再次在老特拉福德球场對碰。两队在上半场均没有进球，但拼抢十分激烈，当值主裁判莱利的判罚尺度不断受到质疑，如無視曼联球員的多次犯規。比赛的转折点出现在下半场第72分钟，当时曼联前锋鲁尼在禁区内插水，裁判随即判罚了点球。一年前罚失点球的范尼顶住压力罚进点球打破了僵局。在90分钟时，鲁尼接到阿兰·史密斯传球，将比分改写为2-0，曼联赢得了这场比赛的胜利，終結阿仙奴49场联赛不败纪录。
賽後索尔·坎贝尔对主裁判判罚他侵犯鲁尼使曼联獲得点球的決定非常愤怒，他在赛后拒绝与这位代表队队友握手。而随后双方球员在老特拉福德球场的球员通道内发生了激烈冲突，而目击者形容双方球员使用各类食品相互投掷，被提到最多的是披萨饼，而媒体所提及其他“武器”还包括咖啡、番茄汤、豌豆汤等。而曼联主教练弗格森在这次冲突中也未能幸免，被阿森纳球员法布雷加斯以披萨饼投掷。因为場面十分混乱，这场比赛又被傳媒称为“自助餐大战”。
这次事件使得弗格森和温格的关系更加冷淡，两人在之后数年里都没有交往。

## 2004-05赛季聯賽次循環
在2005年2月1日，曼联作客阿森纳的第二回合比赛，基恩和维埃拉再次成为焦点。在比赛尚未开始前，双方球员在海布里球场的球员通道里就起了冲突。维埃拉大声警告加里·内维尔不要再像第一回合时那样凶狠犯规，基恩则向维埃拉挑衅，并声称如果要决斗的话应该找他而不是内维尔，而当值主裁判波尔及时劝解了两人。
双方的这场比赛依旧火药味十足，上半場阿仙奴為了一報首循環一敗之仇多次積極拼搶，並在半場領先曼聯2比1，其間皮里斯與費查、亨利與C．朗拿度皆發生衝突。下半場衝突持續，曼聯門將卡路爾與阿仙奴前鋒柏金於曼聯禁區內起了爭執，同時曼联后卫西尔维斯特因为对阿森纳的永贝里恶意犯规被红牌罚下。但是10人作战的曼联却在客场4-2击败了阿森纳，完成了单赛季对阿森纳的双杀。當中C．朗拿度於下半場開始初段的兩個攻勢就逆轉上半場落後1比2的局面。

## 2004-05赛季杯赛
这个赛季中曼联和阿森纳在杯赛中还有两次交手，双方也都发生了冲突。2004年12月1日，双方在联赛杯四分之一决赛中相遇，此战两队均派出替补球员出战。曼联依靠贝利翁在开场19秒的进球以1-0击败阿森纳。双方的替补在场上依然火药味十足，下半场曼联的理查德森和阿森纳的范佩西发生了激烈冲突，起因是理查德森指责范佩西用手肘击打了自己。双方球员再次陷入混乱，最终以理查德森和范佩西各得一张黄牌而收场。 
2005年足总杯决赛同样在曼联和阿森纳之间展开，曼联在这场决赛中占据优势，但始终没能攻破阿森纳的大门。阿森纳队的雷耶斯在比赛中肘击C．罗纳尔多而被主裁判红牌罚下，双方最终进入了点球大战。阿森纳在点球大战中5-4击败曼联获得足总杯冠军，但自此阿森纳开始了长达9年的冠军荒，直到2014年足总杯才被打破。
在之後數年，隨著阿仙奴的倒退，兩軍的敵對關係已漸漸減弱。

## 七后卫奇阵
2011年3月13日，兩軍再度在足总杯交锋，此役為費格遜執教生涯的代表作，為雲加和費格遜之間斗智斗勇的经典。此前兩軍狀況同陷低谷，阿仙奴先在联赛杯决赛中不敌伯明翰城，接着在欧冠16強被巴塞隆拿淘汰；曼联則在联赛接連负于切尔西和利物浦，下周中更要兼顧欧冠16強次回合赛事，赛程密集但卻球隊面臨着伤病危機。在中场人员紧缺的情况下，曼联領隊弗格森排出了七名正职是后卫，用3名后卫球员来客串中场的奇特阵形，以半主力阵容面对排出正選志在必得的阿森纳。
初段阿森纳占据优势控球率一度超过60%，而曼联則中后场脱节，失误頻頻而且传球成功率低。但拉斐尔、法比奥在边路的以撕破阿森纳防线的戰術成功，第28分钟一连串的团队配合後曼联快速推进到前场令阿森纳防线无法迅速协防，埃尔南德斯迎球冲顶被阿穆尼亚单手挡出，法比奥前插门前倒地补射破门。隨後曼联再憑鲁尼增添記錄以2-0击败阿森纳，历史上第27次晋级足总杯四强，而且主力球员得到休息，有足够的体能迎戰欧冠戰綫。弗格森赛后解释，「下周二还要打欧冠，斯科尔斯和吉格斯得休息，我不得不想个办法，最大限度挖掘我们的潜力。」「『七后卫』是迫不得已，纳尼有伤，朴智星有伤，弗莱彻也要休整，瓦伦西亚刚刚伤愈，只能让后卫客串中场。」
而则阿仙奴在短短13天内先后从三项赛事中出局，从2008年起和曼联10场交锋，僅錄得1胜1平8负的劣績。

## 曼聯 8–2 阿仙奴
2011年8月28日英超第三輪阿仙奴客場對陣曼聯的比賽中，阿森納恥辱性被曼聯以8-2橫掃，是阿森納115年來的最大敗仗，亦是雙方多次交手之中最懸殊的紀錄。阿仙奴賽後跌落英超第17名。

## 近年
不過，在酋長球場債務還清而令阿仙奴財政健全，加上費格遜的退休令曼聯大倒退之後，兩軍再次勢均力敵，令阿仙奴得以在除2017/2018球季外的英超戰績超越曼聯，而在15年英足盃八強戰，阿仙奴亦作客以2:1險勝曼聯，是自2006年首次作客奧脫福球場贏波，為阿仙奴射入致勝球的更是從曼聯轉投阿仙奴的前鋒韋碧克。